# Anne Holt
Pour les articles homonymes, voir Holt.
Anne Holt, née le 16 novembre 1958 à Larvik, est une avocate et écrivaine norvégienne, autrice de roman policier. Elle a aussi été ministre de la Justice.

## Biographie
Anne Holt est née le 16 novembre 1958 à Larvik. Ses parents sont Olav Holt (1935–2021), professeur d'université et Tordis Utne Riisøen (1936–), manager. Elle grandit à Lillestrøm et Tromsø, et s'installe à Oslo en 1978. Elle est diplômée en droit de l'Université de Bergen en 1986. De 1984 à 1986, elle travaille pour la Norsk rikskringkasting AS (Société norvégienne de radiodiffusion, NRK),,.
Elle travaille pendant deux ans à la police d'Oslo, ce qui lui donne le droit d'exercer comme avocate. En 1990, elle retourne chez NRK où elle travaille durant un an comme journaliste et présentatrice de l'émission d'actualités Dagsrevyen.
Anne Holt ouvre son propre cabinet d'avocate en 1994. Elle est ministre de la Justice pendant quelques mois dans le gouvernement travailliste Jagland, du 25 octobre 1996 au 4 février 1997. Elle démissionne pour des raisons de santé.

### Romans policiers
Elle commence à écrire en 1993, avec le roman policier, Blind gdinne (La Déesse aveugle), qui met en scène la policière lesbienne Hanne Wilhelmsen. Elle co-écrit Løvens gap (1997) et Uten ekko (2000) avec son ancienne secrétaire d'État Berit Reiss-Andersen.
Le roman Offline, paru en 2015, marque le retour d'Hanne Wilhelmsen, en fauteuil roulant, dans une affaire d'attentat terroriste contre un centre culturel islamique.
Les romans policiers d'Anne Holt donnent souvent la vedette à des femmes : après Hanne Wilhelmsen, apparaissent Inger Johanne Vik et Selma Falck.
La critique sociale et politique est omniprésente dans ses ouvrages. elle aborde des conflits sociaux brûlants : attentats terroristes de l'extrême-droite, assassinats de personnalités politiques ou dopage dans une puissante association sportive. Ses personnages sont décrits avec précision et présentent une diversité sociale : une enquêtrice lesbienne, puis handicapée, une mère d'un enfant porteur de handicap, un père célibataire afro-norvégien. Les romans traitent de la moralité, de l'intégrité, de la justice personnelle et du désir de vengeance,,...
Anne Holt est devenue un auteur à succès de romans policiers dans les pays scandinaves, mais pas seulement : ses romans sont traduits dans 30 langues et vendus dans 25 pays, à plus de 6 millions d'exemplaires.
Elle est également connue en Norvège pour ses prises de position en faveur des droits des homosexuels[réf. nécessaire].
Ses trois premiers livres sont publiés en français par la maison d'édition Odin. Elle est maintenant publiée en France par Plon.

### Édition
En 2004, Anne Holt participe à la création de Det norske Piratforlaget, la branche norvégienne de la maison d'édition suédoise Piratforlaget, lancée par les auteurs Jan Guillou et Liza Marklund. Son objectif de publier des écrivains à succès à des prix réduits, est controversé en Scandinavie, où le prix des livres et les avances des auteurs sont très standardisés. Anders Heger, directeur de la maison d'édition Cappelen Damm, craint que Piratforlag n'aggrave les différences entre les auteurs à succès et ceux qui ont peu de revenus. En Suède, Piratförlaget est devenu en quelques années l'un des cinq plus grands éditeurs suédois de fiction.

### Vie privée
Anne Holt est lesbienne mais reste discrète sur sa vie privée. Elle a officiellement enregistré sa cohabitation avec l'éditeur et publiciste Anne Christine « Tine » à l'ambassade de Norvège en Suède, pour éviter tout battage médiatique. Elle refuse de donner la moindre information sur le fait d'être lesbienne, au grand regret des mouvements LGBT+,,.
Elle vit actuellement à Oslo avec sa compagne et sa fille.

## Œuvre

### Titres traduits en français
- La Déesse aveugle, ((no) Blind gdinne, 1993) trad. Giorgio Puleo, éditions Odin, 1998  (ISBN 978-2913167001) ; Éditions Points, 2000  (ISBN 978-2020395144)
- Bienheureux ceux qui ont soif, ((no)Salige er de som tørster, 1994) trad. Gro Tang, éditions Odin, 1999  (ISBN 978-2913167032) ; Éditions Points, 2002  (ISBN 978-2020395120)
- La Mort du démon ((no)Demonens død, 1995), trad. Marie Lunde, éditions Odin, 2002  (ISBN 978-2913167247)
- Une erreur judiciaire : une enquête de Vik et Stubo, ((no) Det som er mitt, 2001), trad. Alex Fouillet, éditions Plon, 2007  (ISBN 978-2259202565) ; Éditions Points, 2008  (ISBN 978-2757808498)
- Cela n'arrive jamais : une enquête de Vik et Stubo, ((no) Det som aldri skjer, 2004), trad. Alex Fouillet, éditions Plon, 2008  (ISBN 978-2259202558) ; Éditions Points, 2009  (ISBN 978-2757809006)
- Madame la Présidente, ((no) Presidentens valg, 2006), trad. Alex Fouillet, éditions Plon, 2009  (ISBN 978-2259207386) ; Éditions Points, 2010  (ISBN 978-2757820070)
- Haine, ((no) Pengemannen, 2009), trad. Alexis Fouillet, Éditions du Rocher, 2010  (ISBN 978-2268069982) ; Éditions Points, 2011  (ISBN 978-2757822074)

### Titres non traduits en français
- Mea culpa (1997)
- Løvens gap  (1997), avec Berit Reiss-Andersen
- I hjertet av VM, (1998) avec Erik Langbråten
- Død joker  (1999)
- Bernhard Pinkertons store oppdrag (1999), avec l'illustrateur Pjotr Sapegin
- Uten ekko, (2000), avec Berit Reiss-Andersen
- Det som er mitt, 2001
- Sannheten bortenfor, 2003
- Det som aldri skjer, 2004
- 1222, 2007
- Mai-Britt, Mars-Britt og campingvogna, livre pour enfants, 2010
- Flimmer, 2010 avec Even Holt
- Mai-Britt, Mars-Britt og mopsen Muntermor, livre pour enfants, 2011
- Skyggedød, 201é
- Sudden death, 2014, avec Even Holt
- Offline, 2015
- I støv og aske, 2016
- En grav for to, 2018
- Furet/værbitt, 2019
- Mandela-effekten, 2020
- Det ellevte manus, 2021
- Tolv utemte hester, 2023

## Filmographie
- Modus (série télévisée suédoise) en deux saisons (2015 et 2017) de huit épisodes chacune, adapté de Pengemannen[11]
- Salige er de som tørster de Carl Jørgen Kiønig (1997)[12]
- Blind gudinne de Carl Jørgen Kiønig (1997)[13]

## Récompenses
- 1994 : Prix Riverton pour Bienheureux ceux qui ont soif[3]
- 2001 : Bookstore Award[3]
- 2021 : Prix du crime de Radio Bremen pour l'ensemble de son oeuvre[7]
- Présidente du Riverton Club[3]